# Rhopalomyia balchanica
Rhopalomyia balchanica är en tvåvingeart som först beskrevs av Fedotova 1999.  Rhopalomyia balchanica ingår i släktet Rhopalomyia och familjen gallmyggor.
Artens utbredningsområde är Turkmenistan. Inga underarter finns listade i Catalogue of Life.